# Résolution 331 du Conseil de sécurité des Nations unies
Membres permanents
- Chine
- États-Unis
- France
- Royaume-Uni
- URSS

Membres non permanents
- Australie
- Autriche
- Guinée
- Indonésie
- Inde
- Kenya
- Panama
- Pérou
- Soudan
- Yougoslavie

Résolution no 330 Résolution no 332
La résolution 331 du Conseil de sécurité des Nations unies est adoptée à l'unanimité lors de la 1 710e séance du Conseil de sécurité des Nations unies le 20 avril 1973, a demandé au secrétaire général de présenter au Conseil un rapport détaillant les efforts entrepris par l'ONU en ce qui concerne le Moyen-Orient depuis juin 1967 et a décidé de se réunir après la présentation de ce rapport pour examiner la situation. Le Conseil a également demandé au secrétaire général d'inviter M. Gunnar Jarring, le représentant spécial du secrétaire général, à se rendre disponible pendant la réunion afin d'apporter son concours au déroulement des délibérations.
Le président du Conseil a déclaré qu'en l'absence d'objections, la résolution a été adoptée à l'unanimité.

### Sources
- (en) Cet article est partiellement ou en totalité issu de l’article de Wikipédia en anglais intitulé « United Nations Security Council Resolution 331 » (voir la liste des auteurs).

### Texte
- Résolution 331 sur fr.wikisource.org
- Résolution 331 sur en.wikisource.org